# مرغرافية تسكانة
مرغرافية توسكانا أو توسكيا كانت تخمًا حدوديًا في وسط إيطاليا على الحدود مع الدولة البابوية إلى الجنوب والشرق والبحر الليغوري إلى الغرب وبقية مملكة إيطاليا إلى الشمال. كانت كيانًا كارولنجيًا خلف دوقية توسكيا اللومباردية. كانت المرغرافية ذاتها مجموعة من الكونتيات إلى حد كبير في وادي نهر أرنو، وتمحورت حول مقاطعة لوكا، التي كانت تسمى أحيانًا دوقية.